# Anouk Hagen
Anouk Hagen (Nijmegen, 30 april 1990) is een Nederlandse oud-atlete, die zich had toegelegd op de sprintnummers. Zij maakte vanwege haar sprintcapaciteiten veelvuldig deel uit van nationale 4 x 100 m estafetteploegen en blonk vooral hierin uit. Een bronzen medaille op de 4 x 100 m estafette tijdens de Europese kampioenschappen voor junioren in 2009 was haar beste prestatie. Sinds enige tijd is ze werkzaam in 's-Hertogenbosch bij een PR-bureau.

## Loopbaan

### Eerste internationale ervaring als zeventienjarige
Hagen behoorde al in 2007 tot het groepje Nederlandse junioratletes dat aanwezig was op internationale jeugdtoernooien. Zo nam zij dat jaar op zeventienjarige leeftijd deel aan de Europese Jeugd Olympische Dagen in Belgrado, waar zij op de 200 m doordrong tot de halve finale. Op de 4 x 100 m werd het Nederlandse team, waarvan Hagen deel uitmaakte, gediskwalificeerd.

### Bronzen plak op EJK
In 2008 kwamen de atletiekprestaties van Hagen niet uit de verf, reden hiervan zouden haar privé-omstandigheden zijn. Een jaar later was zij er op de Europese kampioenschappen voor junioren in Novi Sad opnieuw bij. Samen met Judith Bosker, Yaël van Pelt en Jamile Samuel wist zij achter de ploegen van Duitsland en Polen een derde plaats te bemachtigen in 45,88 s. Het was de allereerste medaille van een Nederlands estafetteteam op juniorenkampioenschappen. De afsluiting van een jaar, dat was begonnen met een eerste juniorentitel op de 60 m indoor en een derde plaats op de 60 m horden, in juni gevolgd door een tweede plaats op de 100 m bij de Nederlandse kampioenschappen voor junioren achter Loreanne Kuhurima.

### EK 2010
In 2010, haar eerste jaar bij de senioren, werd zij direct derde op de 60 m bij de Nederlandse indoorkampioenschappen in Apeldoorn, drong op de 100 m na winst in haar serie door tot de finale van de Nederlandse baankampioenschappen, waarin zij overigens vanwege een enkelbandblessure niet van start ging en werd ten slotte geselecteerd voor de Europese kampioenschappen in Barcelona als lid van de 4 x 100 m estafetteploeg. Daar bleef de Nederlandse selectie steken in de series, want vanwege een foute wissel werd de ploeg gediskwalificeerd.

### Vanaf 2011
Aan het begin van 2011 drong Hagen opnieuw door tot de finale op de 60 m tijdens de Nederlandse indoorkampioenschappen. Een oude knieblessure, waar ze in de loop van de winter last van had gekregen, speelde gedurende het weekend echter dusdanig op, dat ze zich voor de finale tot haar eigen ongenoegen moest afmelden.
Weer hersteld van haar blessure kon ze enkele maanden later volop deelnemen aan het buitenseizoen. Bij de Europese kampioenschappen voor landenteams in Izmir de Nederlandse vrouwen op 18 juni 2011 op de 4 x 100 m estafette in de samenstelling Dafne Schippers, Anouk Hagen, Kadene Vassell en Jamile Samuel 43,90 op de klokken, 0,04 seconden boven de limiet voor de wereldkampioenschappen in Daegu.
Vervolgens werd Hagen een maand later zesde op de 200 m tijdens de Europese kampioenschappen voor neosenioren in Ostrava in 23,62, nadat zij eerder in de halve finale haar PR zelfs tot 23,39 had aangescherpt. En ook op de 4 x 100 m estafette liep Anouk samen met Nikki van Leeuwen, Judith Bosker en Kadene Vassell naar een zesde plaats in 44,94.
Bij de Nederlandse kampioenschappen in het Olympisch stadion in Amsterdam, enkele weken na Ostrava, veroverde Hagen daarna haar eerste eremetaal bij de senioren door twee derde plaatsen op zowel de 100 als de 200 m. Later werd Anouk Hagen als een van de leden van de 4 x 100 m estafetteploeg geselecteerd voor de WK in Daegu, Zuid-Korea. Daar werden Kadene Vassell, Anouk Hagen, Dafne Schippers en Jamile Samuel derde in hun serie, maar vielen desondanks voor de finale als negende tijdsnelsten buiten de boot. In deze race slaagden zij erin om het Nederlandse record van 43,44, op naam van het olympische viertal Wilma van den Berg, Mieke Sterk, Truus Hennipman en Corrie Bakker, dat sinds 1968 (!) onaangetast in de boeken stond, te evenaren. Bovendien veroverde het jeugdige viertal met deze prestatie een olympische nominatie voor de Spelen in Londen.

### 2012 in het teken van blessures
Het seizoen 2012 kwam voor Hagen maar moeizaam op gang. Een al enige tijd opspelende hamstringblessure, gevoegd bij een val op haar knie tijdens een trainingsstage op Tenerife en een verzwikte enkel in Nerja maakten, dat Hagen in 2012 voortdurend achter de feiten aanholde en meer met goed revalideren bezig was dan met goed presteren. Het betekende dat zij, met uitzondering van een resultaat op de NK indoor, weinig in actie kwam bij grote wedstrijden. Lijdzaam moest zij toezien hoe de vrouwenestafetteploeg waar zij in 2011 nog zulke goede resultaten mee had bereikt, in een aangepaste bezetting zonder haar op zowel de EK in Helsinki als de Olympische Spelen in Londen tot aansprekende prestaties kwam.

### Club en studie
Anouk Hagen was tot en met 2012 lid van Nijmegen Atletiek. In 2013 is zij overgestapt naar de Vughtse atletiekvereniging Prins Hendrik.
Hagen studeert communicatiewetenschap aan de Radboud Universiteit.

## Nederlandse kampioenschappen
Outdoor
| Onderdeel | Jaar |
| --------- | ---- |
| 200 m     | 2013 |

## Persoonlijke records
Outdoor
| Onderdeel | Prestatie | Wind (m/s) | Datum        | Plaats  |
| --------- | --------- | ---------- | ------------ | ------- |
| 100 m     | 11,70     | +0,6       | 9 juli 2011  | Rhede   |
| 150 m     | 17,61     | +1,6       | 14 mei 2011  | Lisse   |
| 200 m     | 23,39     | +0,6       | 16 juli 2011 | Ostrava |

Indoor
| Onderdeel | Prestatie | Datum            | Plaats |
| --------- | --------- | ---------------- | ------ |
| 60 m      | 7,44 s    | 18 februari 2012 | Gent   |

## Palmares

### 60 m
- 2009: 6e NK indoor – 7,73 s
- 2010:  NK indoor - 7,55 s
- 2011: DNS fin. NK indoor (in ½ fin. 7,53 s)
- 2012: 5e NK indoor - 7,53 s

### 100 m
- 2010: DNS fin. NK (1e in serie in 12,17 s)
- 2011: 8e in ½ fin. EK U23 – 12,03 s (in serie 11,77 s)
- 2011:  NK – 11,89 s
- 2012: 5e Gouden Spike - 11,81 s

### 200 m
- 2011: 5e EK U23 – 23,62 s (in ½ fin. 23,39 s)
- 2011:  NK – 23,84 s
- 2013:  NK - 24,98 s (in serie 24,51 s)

### 4 x 100 m
- 2009:  EJK – 45,88 s
- 2010: DQ EK
- 2011:  EK landenteams te Izmir - 43,90 s
- 2011: 5e EK U23 – 44,94 s
- 2011: 3e in serie WK - 43,44 s (ev. NR)